# Александр Чупеніч
Александр Чупеніч (чеськ. Alexander Choupenitch, нар. 2 травня 1994) — чеський фехтувальник на рапірах, бронзовий призер Олімпійських ігор 2020 року.

## Виступи на Олімпіадах
| Олімпіада           | Дисципліна           | Місце |
| ------------------- | -------------------- | ----- |
| Ріо-де-Жанейро 2016 | індивідуальна рапіра | 26    |
| Токіо 2020          | індивідуальна рапіра | 3     |
| Париж 2024          | індивідуальна рапіра | 12    |